# Maison au 14, rue du Tribunal à Oberbronn
La maison au 14, rue du Tribunal est un monument historique situé à Oberbronn, dans le département français du Bas-Rhin.

## Localisation
Ce bâtiment est situé au 14, rue du Tribunal à Oberbronn.

## Historique
L'édifice fait l'objet d'une inscription au titre des monuments historiques depuis 1932. Elle a été inscrite en totalité par arrêté du 10 avril 2012 après qu'un arrêté du 10 novembre 2011 avait déjà étendu la protection.